# Club sportif de Hammam Lif
Le Club sportif de Hammam Lif (arabe : النادي الرياضي لحمام الأنف) est un club omnisports tunisien fondé en 1944 à Hammam Lif.

## Histoire
Le club est né en 1944 de la volonté de sportifs de la ville réunis autour de Sadok Boussofara et Mongi Afchar. Très vite, le prince Salah Eddine Bey, fils cadet de Lamine Bey, devient un supporter inconditionnel du club et lui assure les moyens de devenir un grand club, que ce soit par le recrutement des meilleurs joueurs de Tunisie et des pays voisins ou par le régime quasi-professionnel dont bénéficient les joueurs. Cette mainmise ne plaît pas à Boussofara qui quitte le club un an après sa constitution et laisse la présidence à Hammadi Abdessamad (1945-1949) puis Kheireddine Azzouz (1949-1956).

## Présidents
- 1944-1945 : Sadok Boussofara
- 1945-1948 : Hammadi Abdessamad
- 1949-1956 : Kheireddine Azzouz
- 1956-1987 : Sadok Boussofara
- 1987-1990 : Abderrazak Oueslati
- 1990-1995 : Naceur Boufares
- 1995-1996 : Moncef Ben Mrad
- 1996-1999 : Maâouia Kaabi
- 1999-2001 : Abderrazak Oueslati
- 2001-2004 : Hamadi Atrous
- 2004-2005 : Maâouia Kaabi puis Adel Kitar
- 2005-2006 : Adel Kitar puis Mongi Bhar
- 2006-2011 : Mongi Bhar
- 2011-2016 : Adel Daâdaâ
- 2016-2021 : Mohamed Fadhel Ben Hamza puis Adel Daâdaâ
- 2021-2024 : Mouaouia Kaâbi
- depuis 2024 : Mongi Bhar

## Écusson

Logo ancien.
Logo ancien.
Logo ancien.
Logo ancien.
Logo actuel.